# Janusz Rymkiewicz
Janusz Rymkiewicz (ur. 1959) – polski aktor dubbingowy i filmowy oraz lektor telewizyjny i filmowy.

## Życiorys
W 1984 ukończył studia na PWST w Warszawie. Jako lektor pracował m.in. dla stacji takich jak Polonia 1, Polsat 2, Tele 5. Czytał również filmy fabularne wydawane na płytach DVD oraz dialogi w filmach pornograficznych wydawanych w Polsce na kasetach VHS.

## Lektor filmowy i telewizyjny
- Serial Projekt UFO – stacja Polonia 1
- Serial Bill Cosby Show – stacja Polonia 1
- Film Tajemnice Sahary – stacja Polonia 1
- Program Miasto nocą – stacja Polonia 1
- Program Między Wschodem a Zachodem – stacja Polsat 2 i Polsat News
- Serial Projekt UFO – stacja Polonia 1
- Film Anonimowi pożeracze ciał – film wydany na DVD
- Serial Naruto – anime

## Wybrana filmografia
- 2010: M jak miłość – właściciel samochodu (odc. 778)
- 2009/2010: Na Wspólnej – kręgarz (odc. 1169)
- 2009: Przeznaczenie – policjant z Rosochów (odc. 9)
- 2008: Barwy szczęścia – strażnik (odc. 120, 122)
- 2008: Czas honoru – gestapowiec
- 2007: I kto tu rządzi? – kierownik (odc. 27)
- 2004: Plebania – strażnik w prokuraturze (odc. 463, 476)
- 2004–2005: Oficer – strażnik więzienny Janusz (odc. 6, 7, 12, 13)
- 2004/2005: Na Wspólnej – barman, (odc. 422, 427, 429)
- 2003: Kasia i Tomek – szewc (odc. 18, seria 3)
- 2003: Zmruż oczy – policjant
- 2003: M jak miłość – mechanik samochodowy (odc. 199)
- 2003/2004: Klan – ochroniarz w firmie „Power Of Sound” zajmującej się nagłośnieniem koncertów, w której pracuje Dariusz Kurzawski
- 2003: Na dobre i na złe – ojciec Zuzanny (odc.134)
- 2002: Wiedźmin – Tavik, członek bandy Renfri (odc. 10, 11)
- 2002: Przedwiośnie – oficer policji pod Belwederem (odc. 6)
- 2001: Wiedźmin – Tavik, członek bandy Renfri
- 2001: Przedwiośnie – oficer policji pod Belwederem
- 2001: Miodowe Lata – bramkarz
- 2000: Na dobre i na złe – Kazuń (odc. 50)
- 1999/2000: Klan – właściciel warsztatu blacharskiego
- 1998: Ekstradycja 3 (odc. 9, 10)
- 1997: 13 posterunek – uciekinier ze szpitala psychiatrycznego (odc. 7)
- 1984: Elżbieta, Królowa Anglii (spektakl telewizyjny)
- 1982: Dom – Strażnik w FSO (odc. 8, 9)

Źródło: Filmpolski.pl.

## Polski dubbing
- 2007: Power Rangers Operacja Overdrive –
  - Kamdor,
  - Strażnik (odc. 4)
- 2006-2009: H2O – wystarczy kropla – lektor (odc. 40-46)
- 2006: Yin Yang Yo! –
  - Reporter (odc. 32),
  - Policjant (odc. 32),
  - Facetozaur (odc. 34),
  - Prezes Chciwców S.A. (odc. 35),
  - Kioskarz (odc. 36),
  - Psycholog (odc. 39),
  - Mieszkaniec Wysokowa #1 (odc. 44),
  - Maskonur (odc. 51)
- 2005: Przygody Goździka Ogrodnika
- 2002: Naruto –
  - Shino Aburame (odc. 98),
  - Teuchi (od odc. 98)
- 1997: Pokémon –
  - Butch,
  - Główny Inżynier (odc. 5),
  - Matthew (odc. 7),
  - Właściciel cyrku (odc. 43),
  - Ojciec Jamesa (odc. 48)
- 1997: Kacper i Wendy – Jeden z opętanych mężczyzn